# Havetoftloit
Havetoftloit este o comună din landul Schleswig-Holstein, Germania.